# کوه پرتگاهی

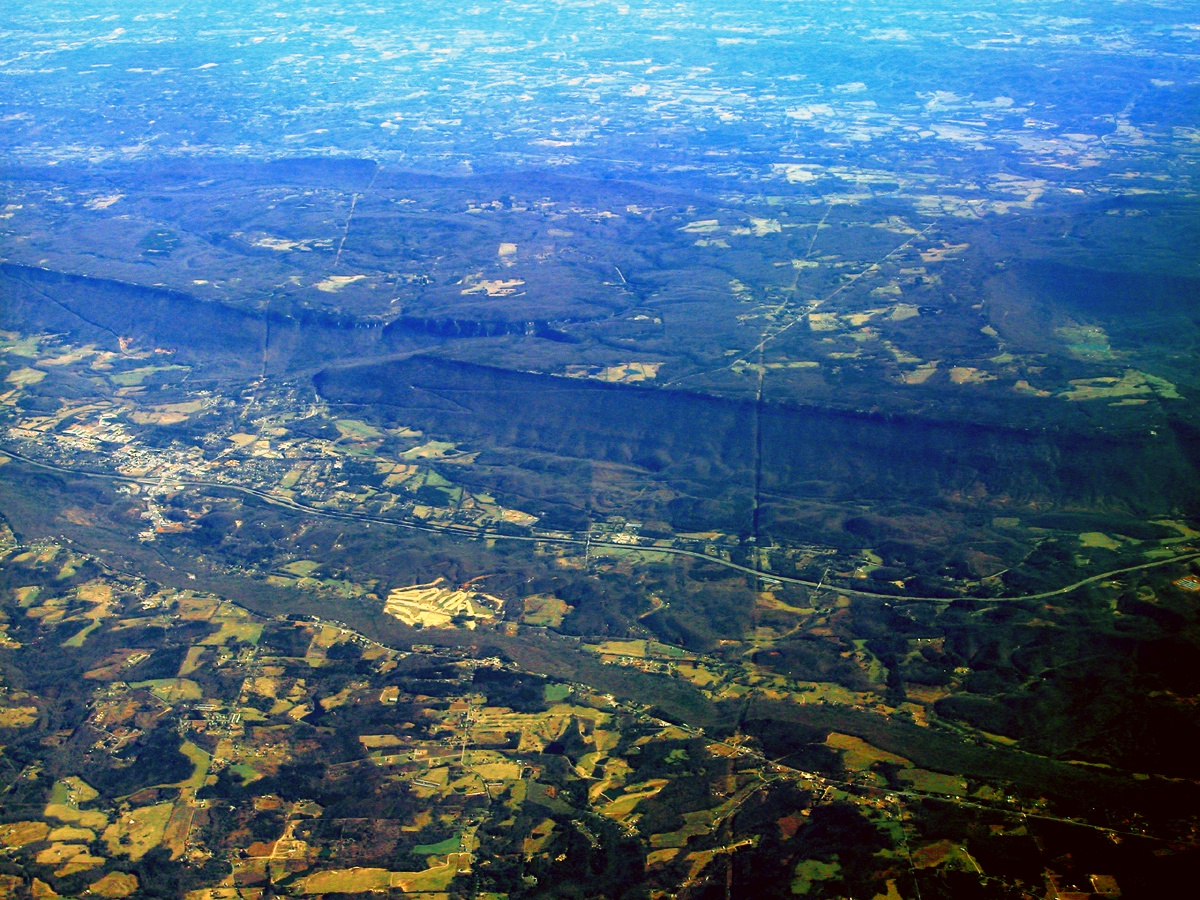
یک کوئستای گسل‌خورده در تنسی

کوه پرتگاهی یا کوئستا (به اسپانیایی: Cuesta) به نوعی از کوه گفته می‌شد که یک طرف آن سینه‌کشی با شیب نسبتاً ملایم داشته باشد و طرف دیگر آن شیب تندی باشد که از خط‌الراس کوه با یک پرتگاه شروع می‌شود.
کوئستاها از اختلاف مقاومت بین لایه‌های سست و مقاوم به وجود آمده‌اند. در مقابل اشکال شبه کوئستایی را نیز داریم که همان لایه‌های مایل تک شیب هستند با این تفاوت که در آنها طبقات از یک جنس هستند و اختلاف مقاومت در آنها دیده نمی‌شود. 

## کلیات
کوئستا یا کت واژه‌ای اسپانیایی است که به مفهوم برجستگی‌های نامتقارن به کار می‌رود که یک طرف آن دارای شیب کاملاً ملایم و طرف دیگر آن دارای شیب تند باشد. این عارضه شامل اختلاف سختی و سستی طبقاتی مانند گچ و نمک است که به صورت موازی قرار گرفته‌اند. در ساختار کوئستا واحدی از سنگ سست بین دو واحد سنگ مقاوم قرار می‌گیرد و در نتیجهٔ فرسایش بریده شده و دچار تغییر می‌شود.
در این کوه‌ها طبقه فوقانی مقاوم و با شیب بسیار ملایم و در زیر آن طبقه سست با ضخامت زیاد قرار دارد. کوه پرتگاهی دارای یک قسمت جلویی یا پیشانی در لایه سخت است که پرتگاه کوئستا نامیده می‌شود. در زیر لایه سخت، لایه نرم وجود دارد که گاهی نیمرخ آن به‌صورت مقعر در می‌آید.
کوئستا از ناهمواری‌های حوضه‌های رسوبی محسوب می‌شود و به مفهوم ساختمانی است که یک طرف آن دارای شیب ملایم حدود ۱۵ درجه و طرف دیگر دارای شیب تند است.
قسمت پای پرتگاه کوئستا به‌صورت یک چاله است که سوبسکانت یا ارتوکلینال نامیده می‌شود. چنان‌چه سنگ پایه و رسوب دگرشیب بالایی هر دو از جنس سخت باشند و پیشانی مشخصی در آن وجود نداشته باشد، در این صورت آن را شبه‌پرتگاهی می‌نامند. حداکثر شیب ساختمانی کوئستا ۱۵ درجه است و اگر شیب طبقه بیش از ۱۵ درجه باشد، جزو ساختمان‌های چین‌خورده محسوب می‌شود. روی‌هم رفته کوئستاها دارای یک شیب بسیار تند و یک شیب ملایم هستند.
کوئستا شامل پیشانی کوئستا، چاله سوبسکانت، تپه شاهدها و شبکهٔ هیدروگرافی اطراف کوئستا می‌شود که در این مقاله هر یک را شرح داده‌ایم. این پدیده ساختمانی براساس نوع گسترش طولی خود به دو نوع کوئستای شاتیونه و کوئستای لرن تقسیم می‌شود. مواردی چون فرسایش، ضخامت رسوبات، شیب طبقات و سختی و مقاومت لایه‌های رسوبی عواملی هستند که ریخت و شکل یک کوئستا را تعیین می‌کنند.

## نحوهٔ تشکیل
در صورتی که طبقات رسوبی سست و مقاوم به صورت متناوب در کنار هم قرار بگیرند، در اثر نیروهای تکتونیکی وارد بر منطقه ممکن است لایه‌ها از حالت افقی خارج شده و به شکل مایل درآیند در این حالت اگر فرسایش صورت گیرد اشکال کوئستایی ایجاد می‌شوند.
اشکال کوئستایی می‌توانند مربوط به یک دشتگون گذشته نیز باشند که تمام طبقات در آن از بین رفته و سپس دوباره طبقات جدید به وجود آمده‌است در چنین حالتی فرسایش به‌طور سریع در طبقات باسختی متفاوت اثر گذاشته و چنین اشکالی را به وجود آورده‌است.

## ویژگی‌ها

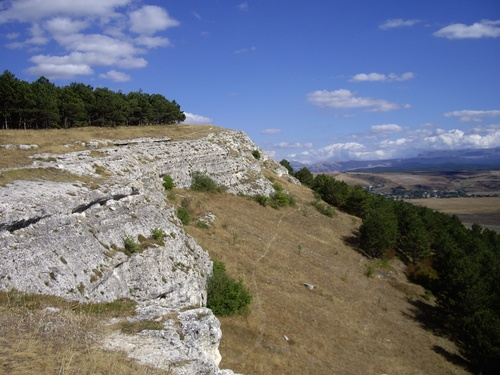
یک کوئستا در کریمه

نیم‌رخ عرضی کوئستا از بخش‌های مختلفی تشکیل شده که عبارتند از:
- پیشانی کوئستا: کوئستا دارای یک پیشانی است که همان قسمت جلو یا پرتگاه کوئستا را تشکیل می‌دهد که نتیجهٔ عمل بریدگی در طبقهٔ مقاوم می‌باشد. نیمرخ پیشانی کوئستا از دو بخش تشکیل شده‌است. اول قسمت فوقانی که از طبقات سخت و مقاوم تشکیل یافته و موجب ایجاد یک گلوئی با شیب بسیار تند می‌گردد و دوم بخش تحتانی که از طبقات نرم به وجود آمده و باعث تشکیل سرازیری مقعر می‌گردد و در روی این شیب واریزه و موادی که از طبقات مقاوم جدا گردیده‌اند مشاهده می‌شود.

- چاله سوبسکانت : کوئستا دارای یک فرو رفتگی در قسمت پای پرتگاه یا پیشانی است که به آن چاله سوبسکانت یا ارتوکلینال گفته می‌شود.

- تپه شاهد: در اکثر مواقع در قسمت جلو پیشانی کوئستا تپه‌هایی دیده می‌شوند که ساختار ساختمانی آن از جنس طبقات سختی است که کوئستا را به وجود آورده‌اند به عبارتی تپه‌های شاهد جانشین پیشانی کوئستا می‌شوند که گواه عقب‌نشینی کوئستا و توسعه طبقات مقاوم در ناحیه است که به آن تپه شاهد می‌گویند ولی به مجرد آنکه عوامل فرسایش در روی تپه شاهد اثر بگذارند و باعث کاهش ارتفاع آن گردند اصطلاحاً با آن تپه شاهد مقدم می‌گویند.

- شبکه هیدروگراف: در نواحی که کوئستا ایجاد می‌شود شبکهٔ هیدروگرافی به اشکال مختلف دیده می‌شوند. رودخانه‌هایی که از سطح فوقانی به شکل قیف به نظر می‌رسند رودخانه‌های کاتاکلینال یا کونسکانت نامیده می‌شوند. این رودخانه‌ها در قسمت پشتی کوئستا به شکل یک قیف در داخل زمین فرومی‌روند و جریان آب در جهت شیب طبقات حرکت می‌کند. گاهی رودخانه‌ها در جهت شیب طبقات حرکت نمی‌کنند و بعضی از آنها در پای کوئستا جاری می‌شوند که به چنین رودخانه ای ارتوکلینال گفته می‌شوند.

کوئستا از لحاظ گسترش طولی نیز مورد توجه قرار می‌گیرد خط السیر قوسی کوئستا بر حسب نحوهٔ رخنمون عناصر رسوبی تعیین می‌شود و با توجه به تغییر شکل خط سیر آن به صورت فرورفته یا برآمده دسته‌بندی می‌شود. اگر کوژی پیشانی خط السیر به طرف پایین میل داشته باشد کوئستای نوع شاتیونه و اگر به طرف بالا شیب طبقه میل داشته باشد کوئستای نوع لرن را تشکیل می‌دهد. حوادث فرعی زمین ساختی نیز می‌توانند به صورت محلی نظم و ترتیب ساختمان‌های کوئستا را به هم بریزند به‌طور مثال پیش آمدگی‌ها یا عقب رفتگی‌ها به ترتیب چین‌های ناودیسی و تاقدیسی را تشکیل می‌دهند یا خمیدگی‌ها یا گسل‌هایی با حرکات ضعیف می‌توانند بریدگی‌های مستقیمی را به وجود آورند.

## عوامل مؤثر در تغییر شکل
پیشانی کوئستا که در نتیجهٔ عوامل فرسایش تخریب شده به تدریج عقب‌نشینی می‌کند البته این پسروی در تمام سطوح به‌طور یکنواخت عمل نمی‌کند بنابراین نسبت به تغییرات عوامل فرسایش، پیشانی کوئستا به صورت کنگره ای و دندانه دار مشاهده می‌گردد با وجود این کوئستاها به‌طور یکنواخت تشکیل نمی‌گردند و عواملی که موجب این اختلاف در شکل بندی کوئستاها می‌گردد عبارتند از:
- درجه سختی طبقه سخت و نرم: اگر اختلاف درجهٔ سختی در طبقه زیاد باشد در این صورت کوئستا با شکل بسیار مشخص در سطح زمین نمایان می‌گردد، در این حالت کوئستا شکل یک گیلوئی کامل را به خود می‌گیرد (طبقهٔ سخت آن بیشتر از آهک است). ولی اگر اختلاف مقاومت طبقه سخت و نرم زیاد نباشد در این صورت به هیچ وجه گیلوئی به وجود نمی‌آید. در این حالت پروفیل کوئستا در قسمت بالا محدب و در قسمت پایین مقعر می‌باشد.

- ضخامت نسبی دو طبقه سخت و نرم: در صورتی که طبقهٔ سخت و ضخیم بر روی طبقه نرم و نازک قرار گرفته باشد عمل فرسایش کمتر در پسروی کوئستا اثر می‌گذارد و در نتیجه طبقهٔ سخت یا مسیر کوئستا به صورت یک خط مستقیم مشاهده می‌گردد؛ ولی اگر طبقهٔ سخت و نازک بر روی طبقهٔ نرم و ضخیم قرار گرفته باشد در این صورت فرسایش به سرعت در طبقهٔ رویی اثر نموده تا بتواند عمل تخریب بر روی طبقهٔ نرم انجام گیرد در این حالت مسیر کوئستا به صورت مارپیچی نمایان می‌گردد.

- درجه شیب طبقات: هر چه درجه شیب کمتر باشد پسروی کوئستا سریع تر و مسیر کوئستا پیچ و خم دار تر می‌باشد و در این صورت ارتفاع تپه شاهد و گیلوئی بیشتر از ارتفاع متوسط کوئستا خواهد بود، بنابراین کوئستا به مدت طولانی مصون از عوامل فرسایش بوده و مسیر کوئستا به حالت مارپیچی باقی می‌ماند؛ ولی برعکس اگر درجه شیب زیاد باشد در این صورت تپه شاهد و گیلوئی به ندرت باقی می‌ماند، در صورتی که تپه شاهدی به جا مانده باشد هم ارتفاع کوئستا خواهد بود و مسیر کوئستا به صورت خطی و بدون منحنی مشاهده می‌گردد.

- سامانه‌های گوناگون فرسایش: سیستم‌های مختلف فرسایشی در تشکیل کوئستا اثر می‌گذارند به عنوان مثال در نواحی بیابانی، گیلوئی‌ها بسیار مشخص می‌باشند زیرا نسبت به مناطق مرطوب خاک کمتری در این نواحی تشکیل می‌گردد، در این صورت به علت کند بودن عمل فرسایش ریزش خرده سنگ‌ها بسیار کم است و شیب ناهمواری‌ها کمتر تغییر می‌یابد.

## شبه‌پرتگاهی
در سری‌های رسوبی تک‌شیب و بدون اختلاف سنگ‌شناسی، اشکالی را که دارای نیم رخ عرضی نا متقارن می‌باشند نمی‌توان کوئستا نامید. این اشکال مخصوصاً در عرض‌های بالا و پایین جغرافیایی فراوانند که در آنها لایه‌های ماسه سنگی به صورت دگر شیب یا با شیب طبقاتی محسوس دیده می‌شود. از طرفی این اشکال با شیبی ملایم و ساختمانی واحد به پیشانی پرشیبی ختم می‌شوند که مستقیماً به دشت‌های بلورین یا شیستی مسلط است. با توجه به شباهت‌های ظاهری و با در نظر گرفتن اختلافات ساختاری و اساسی این ساختارها با اشکال کوئستایی به این اشکال شبه کوئستا گفته می‌شود.

## کوئستا در ایران
دکتر امین سبحانی از ساختمان‌های تک شیبی متشکل از آهک‌های کنگلومرایی و لایه‌های مارنی متناوب واقع در مسیر کاشان- نطنز به عنوان کوئستا یاد می‌کند به عقیده وی سرتاسر این منطقه از یک آنتی کلینال به نام آنتی کلینال نواب تشکیل شده‌است. در این آنتی کلینال یک گسل ایجاد شده و در نتیجه نیمی از آن فرو افتاده‌است. قسمت باقی مانده این آنتی کلینال نیز اشکال کوئستایی را پدیدآورده است. دکتر موسوی حرمی و دکتر آدابی ساختمان‌های مایل واقع در جنوب شرق هزار مسجد را به کوئستا نسبت می‌دهند. تئودور اُبرلندر نیز در کتاب «رودخانه‌های زاگرس، از دیدگاه ژئومورفولوژی» بارها از اصطلاح کوئستا در تشریح ناهمواری‌های زاگرس استفاده کرده‌است. دکتر زمردیان نیز در ناحیهٔ طبس از اشکال کوئستایی یاد کرده‌است. در مقابل گروهی از صاحب نظران از جمله دکتر محمودی بر این باورند که در ایران اشکال کوئستایی وجود ندارد و هر آنچه دیده می‌شود اشکال شبه کوئستایی است.